# Acianthera recurva
Acianthera recurva là một loài phong lan.

## Hình ảnh

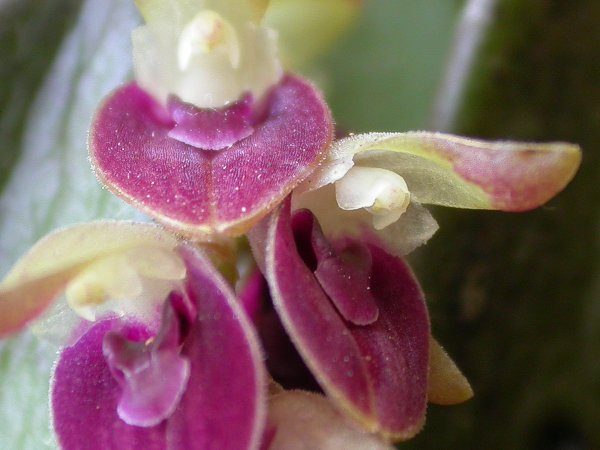
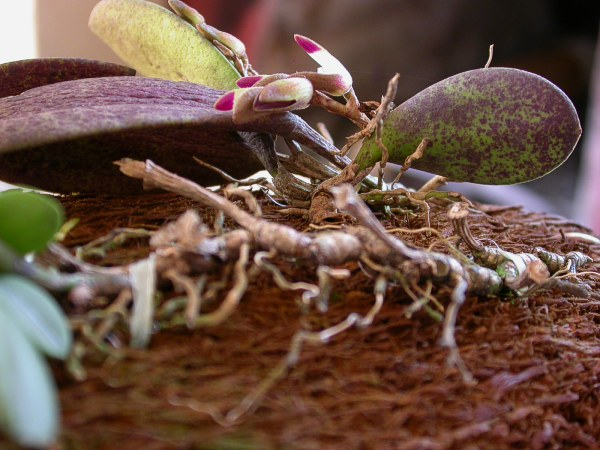
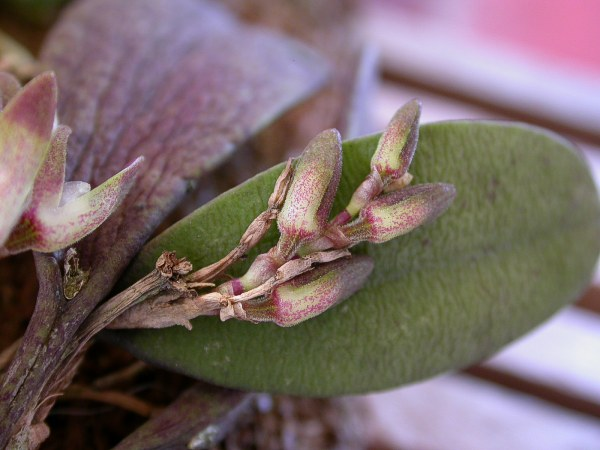
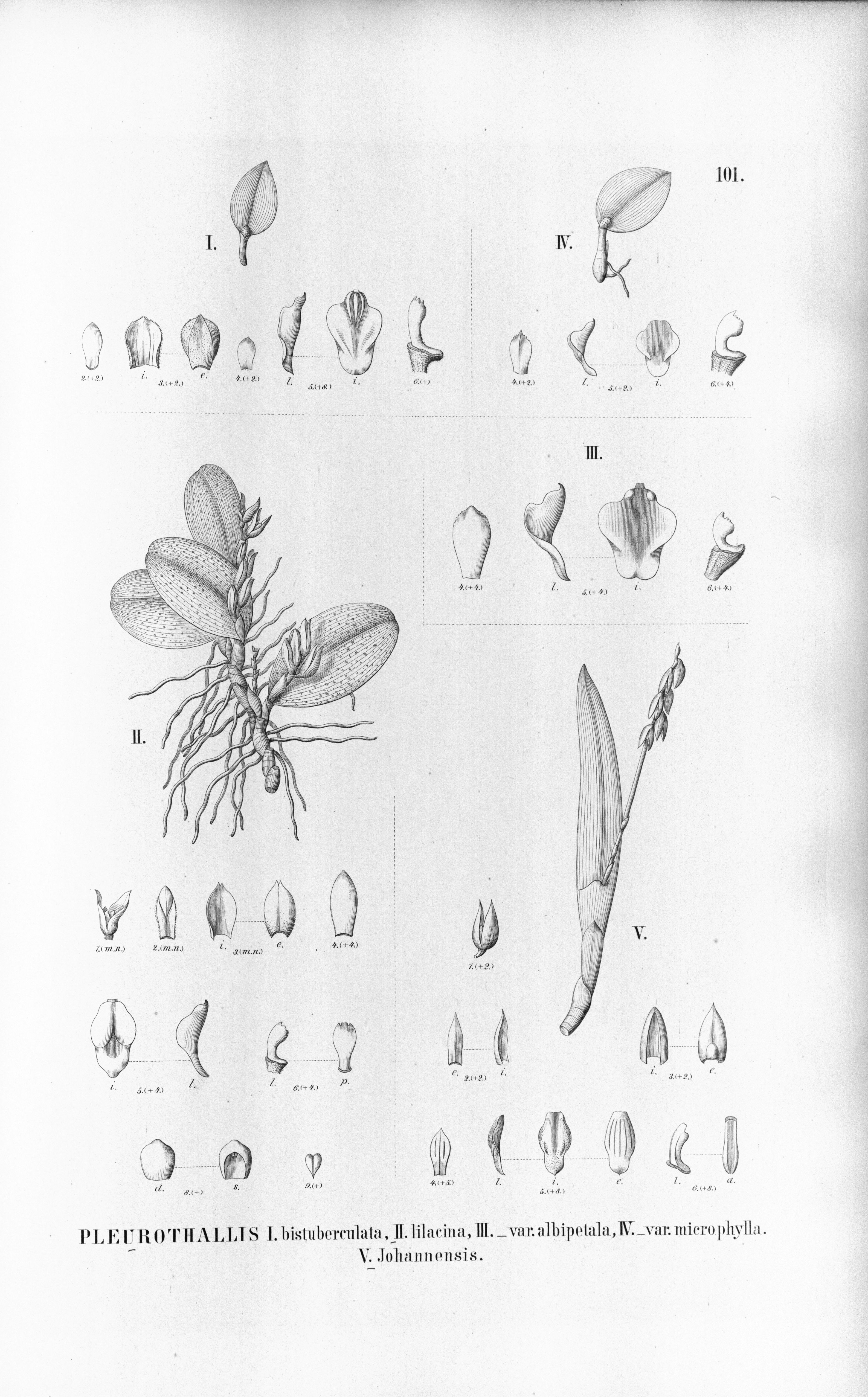